# Music Bank (студия)
Music Bank — репетиционная студия в Сиэтле, просуществовавшая с 1984 по 1988 годы. В Music Bank начиналась карьера многих известных гранжевых групп, включая Sleze, Alice in Chains, Mother Love Bone, Pearl Jam.
Идея создания Music Bank принадлежит студенту Айдахского университета Скотту Ханту, который в 1983 году играл в местной музыкальной группе Mirrors. После одного из концертов Хант решил дать объявление в сиэтлскую газету The Rocket, в раздел «Поиск музыкантов». На его объявление откликнулся менеджер группы Brat Пол Бостич и предложил присоединиться к коллективу. Хант провёл всё лето в Сиэтле, репетируя в не предназначенном для этого складе. В конце концов Хант принял предложение Бостича и переехал в Сиэтл. Тем не менее, ему не давала покоя мысль о том, что группа вынуждена репетировать в таких плохих условиях.
Хант устроился на работу в строительной компании, его руководителем стал брат Пола Бостича Джейк. Вместе с Джейком Бостичем у Ханта родилась идея арендовать заброшенный склад в Балларде и переоборудовать его в репетиционное посещение. Харт опубликовал рекламу в местной газете и начал искать группы, которые бы согласились снимать помещения для репетиций. В первый же день Хант получил более 15 сообщений на автоответчике от заинтересовавшихся музыкантов и понял, что такая услуга будет пользоваться спросом. Хант и Бостич обратились к своим работодателям, шведским девелоперам Бенгту фон Хартману и Габриелю Мариану, с коммерческим предложением: по их расчётам, сдача переоборудованных помещений приносила бы доход около двенадцати тысяч долларов в месяц. Фон Хартман и Мариан немедленно согласились поддержать начинание деньгами. Вложенные в проект средства позволили немедленно купить строительные материалы для ремонта. 25 сентября 1984 года фон Хартман, Мариан и его жена подписали 5-летний договор об аренде склада для того, чтобы использовать его в качестве звукозаписывающей студии, получившей название Round the Sound. Через полтора года Хант, Мариан и фон Хартман решили исключить из числа учредителей Бостича; изменив текст долгового обязательства, им пришлось менять и название студии — так она получила своё окончательное название Music Bank.
Music Bank стал популярным местом для местных групп, одновременно и открытой круглосуточно репетиционной точкой, так и местом проживания музыкантов. Именно в Music Bank познакомились основатели Alice in Chains Джерри Кантрелл и Лейн Стэйли. Там они жили и репетировали, а Стэйли также подрабатывал в студии. 
В 1987 году часть помещений, прилегающих к Music Bank, освободились и владелец помещения предложил фон Хартману и Мариану также взять их в аренду. Фон Хартман и Мариан согласились, скрыв этот факт от Ханта, однако не стали расширять студийные помещения. В июне 1988 года в полицию позвонил аноним и сообщил, что в промышленном здании в Балларде выращивают марихуану. Позднее выяснилось, что анонимом был один из бизнес-партнёров фон Хартмана и Мариана, с которым хотели разорвать отношения. Полиция начала расследование и выяснила, что потребление электроэнергии было подозрительно высоким, в 29 раз выше, чем у предыдущего арендатора. 20 июля состоялся полицейский рейд и всё здание было оцеплено, включая студию Music Bank. Сотрудники студии и музыканты были потрясены, узнав, что за стеной выращивали марихуану в огромных масштабах. Позднее департамент полиции Сиэтла оценил, что стоимость конфискованных наркотиков составляла около 30 миллионов долларов. Здание было закрыто, а клуб прекратил своё существование.
В 1999 году вышел сборник песен Alice in Chains, получивший название Music Bank в честь студии.
В 2008 году здание, в котором находилась легендарная студия, было снесено.